# Предсказание кристаллической структуры
Предсказание кристаллической структуры (ПКС) — прогнозирование параметров кристаллической структуры вещества, кристаллы которого не исследованы экспериментально расчётными методами из первых принципов. Разработка надёжных методов прогнозирования кристаллической структуры соединений, основанных на их молекулярном строении, является одной из важнейших задач физической науки с 1950-х годов . Для решения этой задачи используются различные вычислительные методы, такие как имитация отжига, эволюционные алгоритмы, распределенный мультипольный анализ, случайная выборка, случайный спуск, интеллектуальный анализ данных, теория функционала плотности и молекулярная динамика .

## История
Кристаллические структуры простых ионных кристаллов научились уточнять в первой половине XX века используя правила, предложенные Лайнусом Полингом в 1929 году. Эти правила были расширены включением концентрации валентных электронов для металлов и полупроводников. Однако, прогнозирование и уточнение — это совсем разные вещи. Чаще всего, под предсказанием кристаллической структуры понимается поиск минимума энергии пространственного расположения атомов (или, в случае молекулярных кристаллов, молекул). Проблема имеет два аспекта — комбинаторный (проблема «поиска», на практике наиболее острая для неорганических кристаллов) и энергетический (проблема «классификации», наиболее актуальная для молекулярных органических кристаллов).
Для сложных немолекулярных кристаллов («проблема поиска») наилучшие результаты получаются при использовании метадинамики версии Мартонака, метода случайного поиска при расчете из первых принципов и при использовании эволюционного алгоритма USPEX Оганова—Гласса. Последние два метода способны решать задачи глобальной оптимизации с точностью до нескольких сотен степеней свободы, в то время как алгоритмы метадинамики позволяют сократить все структурные переменные до небольшой выборки «медленных» обобщенных переменных, что часто приводит к получению устойчивого решения.

## Молекулярные кристаллы
Прогнозирование органических кристаллических структур является важной задачей как для фундаментальной, так и для прикладной науки, в частности для получения новых фармацевтических препаратов и пигментов, где полиморфизм структур принципиален. Кристаллические структуры молекулярных веществ, особенно органических соединений, очень трудно прогнозировать и классифицировать по стабильности. Межмолекулярные взаимодействия сравнительно слабы, ненаправленны и являются дальнодействующими . Это приводит к характерной для этих соединений кристаллической решетке и очень небольшому различию в свободной энергии различных полиморфных форм (часто всего несколько кДж/моль и очень редко превышающему 10 кДж/моль) . Методы прогнозирования кристаллической структуры зачастую позволяют найти множество возможных структур в пределах этого небольшого диапазона энергий. Такие небольшие энергетические различия сложно предсказать с высокой степенью надежности и с использованием разумных вычислительных ресурсов.
Начиная с 2007 года был достигнут значительный прогресс в ПКС малых органических молекул — была доказана эффективность нескольких различных методов . Наиболее широко обсуждавшийся метод — первоначальный расчет и классификация энергии всех возможных кристаллических структур с помощью избирательного молекулярно-механического силового поля с последующим использованием дисперсно-исправленной ТФП для оценки энергии решетки и стабильности каждой структуры-кандидата . Более поздние попытки предсказания кристаллических структур касались оценки свободной энергии органических кристаллов путем включения температурных эффектов и энтропии с использованием колебательного анализа или молекулярной динамики.

## ПО для ПКС
Следующие коды позволяют осуществить прогноз стабильных и метастабильных структур заданного химического состава при различных внешних условиях (давлении и температуре):
- USPEX Архивная копия от 15 мая 2021 на Wayback Machine — мульти-методовое многофункциональное программное обеспечение, включающее эволюционный алгоритм и другие методы (метод случайной выборки, эволюционной метадинамики, улучшенный метод роя частиц (МРЧ), переменно-ячеечный метод эластичной упругой ленты для механизмов фазовых переходов). Может быть использован для атомных или молекулярных кристаллов; объемных кристаллов, наночастиц, полимеров, реконструкций поверхности; может оптимизировать энергетические и другие физические свойства. В дополнение к нахождению структуры заданного состава, можно определить все стабильные композиции в многокомпонентной системе переменного состава. Бесплатно для академических исследователей. Используется более чем 4500 исследователями по всему миру. Регулярно обновляется.
- CALYPSO Архивная копия от 9 июня 2020 на Wayback Machine — анализ кристаллической структуры методом роя частиц, позволяющий провести идентификацию/определение кристаллической структуры. Как и в случае других кодов, данные о структуре могут быть использованы для разработки многофункциональных материалов (например, сверхпроводящих, термоэлектрических, сверхтвёрдых, материалов для энергетики и т. д.). Бесплатно для академических исследователей. Регулярно обновляется.
- XtalOpt Архивная копия от 15 июня 2010 на Wayback Machine — реализация эволюционного алгоритма с открытым исходным кодом. Последнее обновление 2011 год.
- GULP Архивная копия от 9 июня 2020 на Wayback Machine — пакет, реализующий метод Монте-Карло и генетические алгоритмы для атомных кристаллов. GULP базируется на классических силовых полях, но работает со многими типами силовых полей. Бесплатно для академических исследователей. Регулярно обновляется.
- GASP Архивная копия от 18 января 2019 на Wayback Machine — предсказывает структуру и состав стабильных и метастабильных фаз кристаллов, молекул, атомных кластеров и дефектов из первых принципов. Может быть сопряжен с другими энергетическими кодами, в том числе: VASP, LAMMPS, MOPAC, Gulp, JDFTx и т. д. Бесплатный в использовании и регулярно обновляется.
- AIRSS Архивная копия от 25 октября 2020 на Wayback Machine — поиск случайной структуры из первых принципов на основе стохастической выборки конфигурационного пространства и с возможностью использования симметрии, химических и физических ограничений. Используется для изучения объёмных кристаллов, низкоразмерных материалов, кластеров, точечных дефектов и границ раздела. Выпущено под лицензией GPL2. Регулярно обновляется.
- GRACE Архивная копия от 29 декабря 2020 на Wayback Machine — создан для прогнозирования молекулярных кристаллических структур, особенно для фармацевтической промышленности. На основе теории функционала плотности с поправкой на дисперсию. Коммерческое программное обеспечение находится в стадии активной разработки.

## Примеры реализации подхода ПКС

Фазовая диаграмма бора